# Carbia calescens
Carbia calescens là một loài bướm đêm trong họ Geometridae.